# Schwerin
Schwerin (Nedersaksisch: Swerin) is een kreisfreie Stadt in Noord-Duitsland. Het is de hoofdstad van de deelstaat Mecklenburg-Voor-Pommeren. De stad telt 95.609 inwoners (31 december 2020) op een oppervlakte van 130,46 km².
Schwerin wordt omringd door meren. Het grootste van deze meren, het Schwerinermeer, omvat een gebied van 60 km². In het midden van het merengebied is er reeds in de 11e eeuw een Obodritische nederzetting geweest.

## Geschiedenis

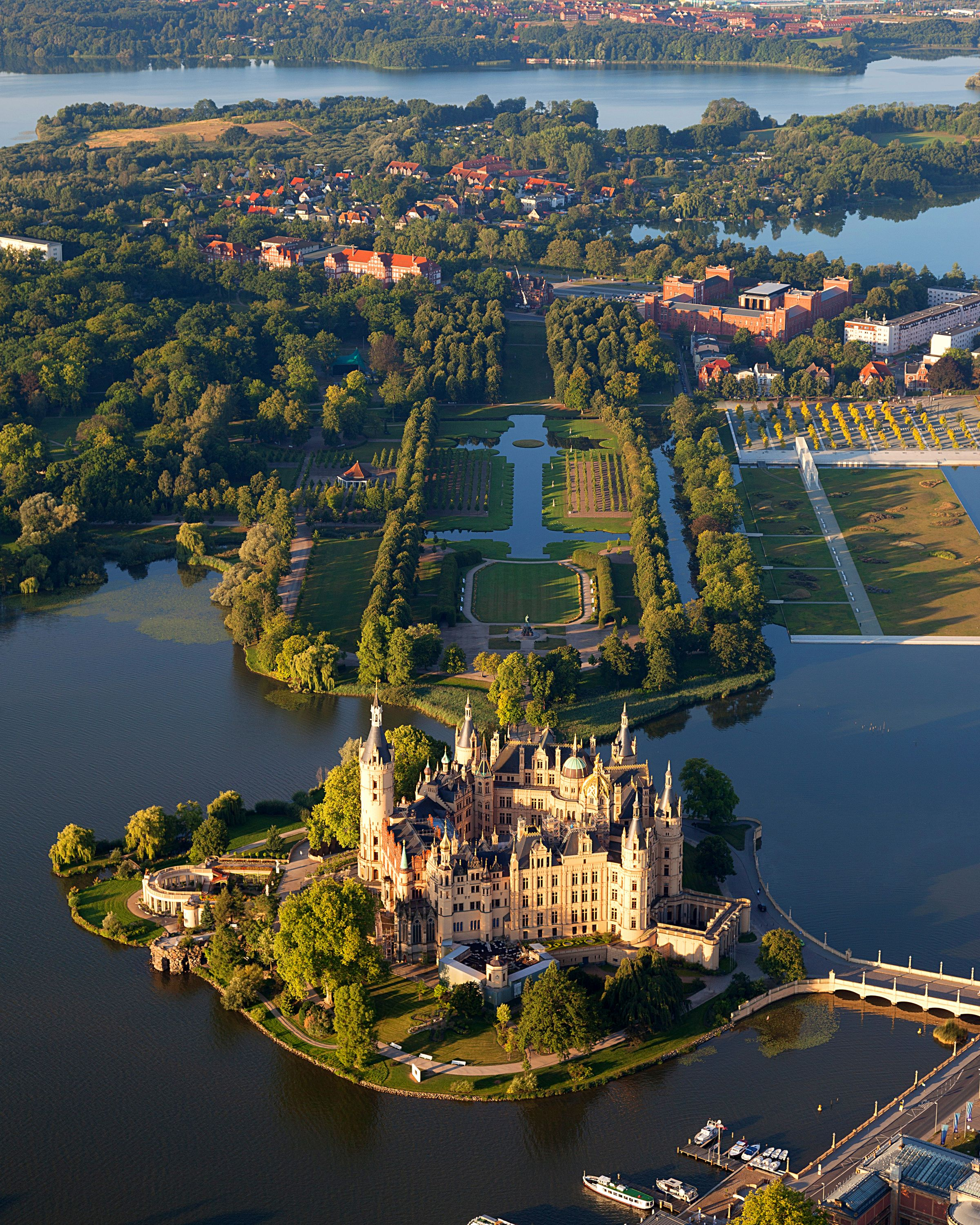
Kasteel van Schwerin

Schwerin werd rond 1012/1018 voor het eerst vermeld als Zuarina. In 1160 versloeg Hendrik de Leeuw de Obodriten en veroverde Schwerin. De stad werd later uitgebreid tot een krachtig regionaal centrum.
In 1358 werd Schwerin een deel van het hertogdom Mecklenburg. Het zou vanaf nu zetel van de hertogen zijn. Rond 1500 werd de bouw van het kasteel van Schwerin begonnen; het was hier waar de hertogen verbleven. Na de splitsing van Mecklenburg (1621) werd Schwerin de hoofdstad van het hertogdom Mecklenburg-Schwerin. Tussen 1765 en 1837 was de stad Ludwigslust de hoofdstad, waarna Schwerin opnieuw de status van hoofdstad kreeg.
Van 1949-1990 maakte de stad deel uit van de communistische DDR. Toen de Duitse deelstaat Mecklenburg-Voor-Pommeren in 1990 werd gevestigd, werd Schwerin wederom de hoofdstad.

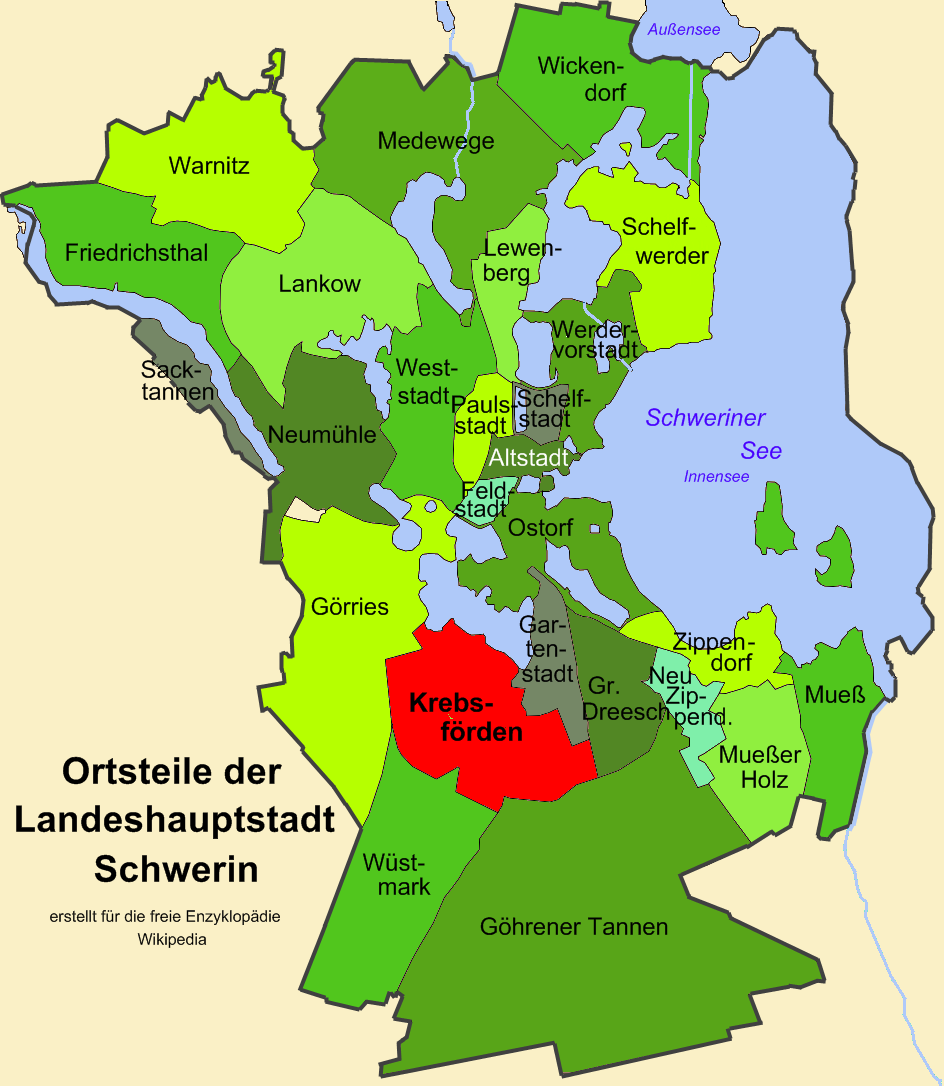
De stadsdelen van Schwerin. Krebsförden is rood gemarkeerd.
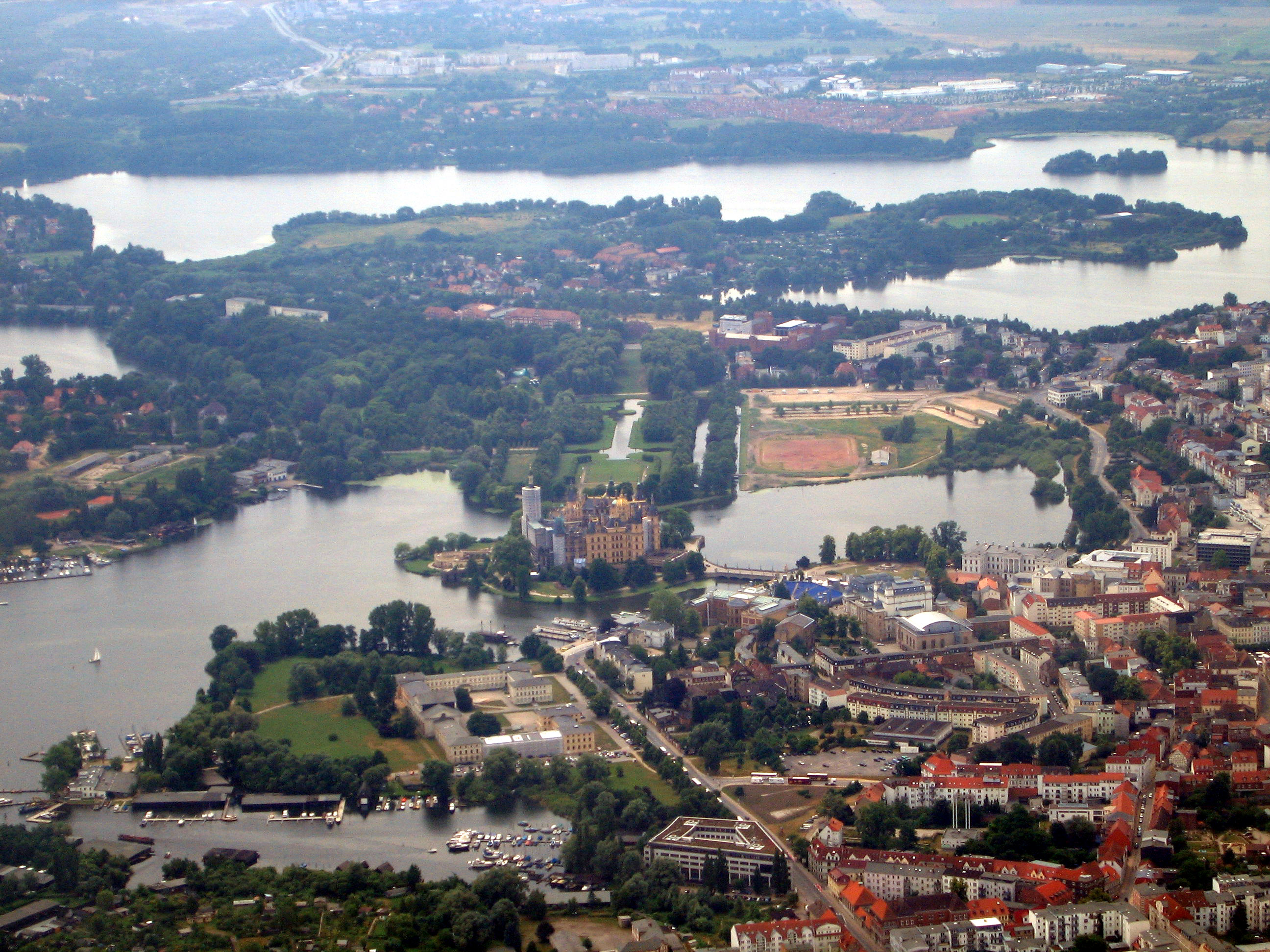
Zicht op Schwerin

## Indeling
Het stadsgebied Schwerin bestaat uit zeventien kernen (Ortsteile):
- Ortsteil 1: Schelfstadt, Werdervorstadt, Schelfwerder
- Ortsteil 2: Altstadt, Feldstadt, Paulsstadt, Lewenberg
- Ortsteil 3: Großer Dreesch (voorm. Dreesch I)
- Ortsteil 4: Neu Zippendorf (voorm. Dreesch II)
- Ortsteil 5: Mueßer Holz (voorm. Dreesch III)
- Ortsteil 6: Gartenstadt, Ostorf (voorm. Haselholz, Ostorf)
- Ortsteil 7: Lankow
- Ortsteil 8: Weststadt
- Ortsteil 9: Krebsförden
- Ortsteil 10: Wüstmark, Göhrener Tannen
- Ortsteil 11: Görries
- Ortsteil 12: Friedrichsthal
- Ortsteil 13: Neumühle, Sacktannen
- Ortsteil 14: Warnitz
- Ortsteil 15: Wickendorf, Medewege
- Ortsteil 16 : Zippendorf
- Ortsteil 17: Mueß

## Bezienswaardigheden

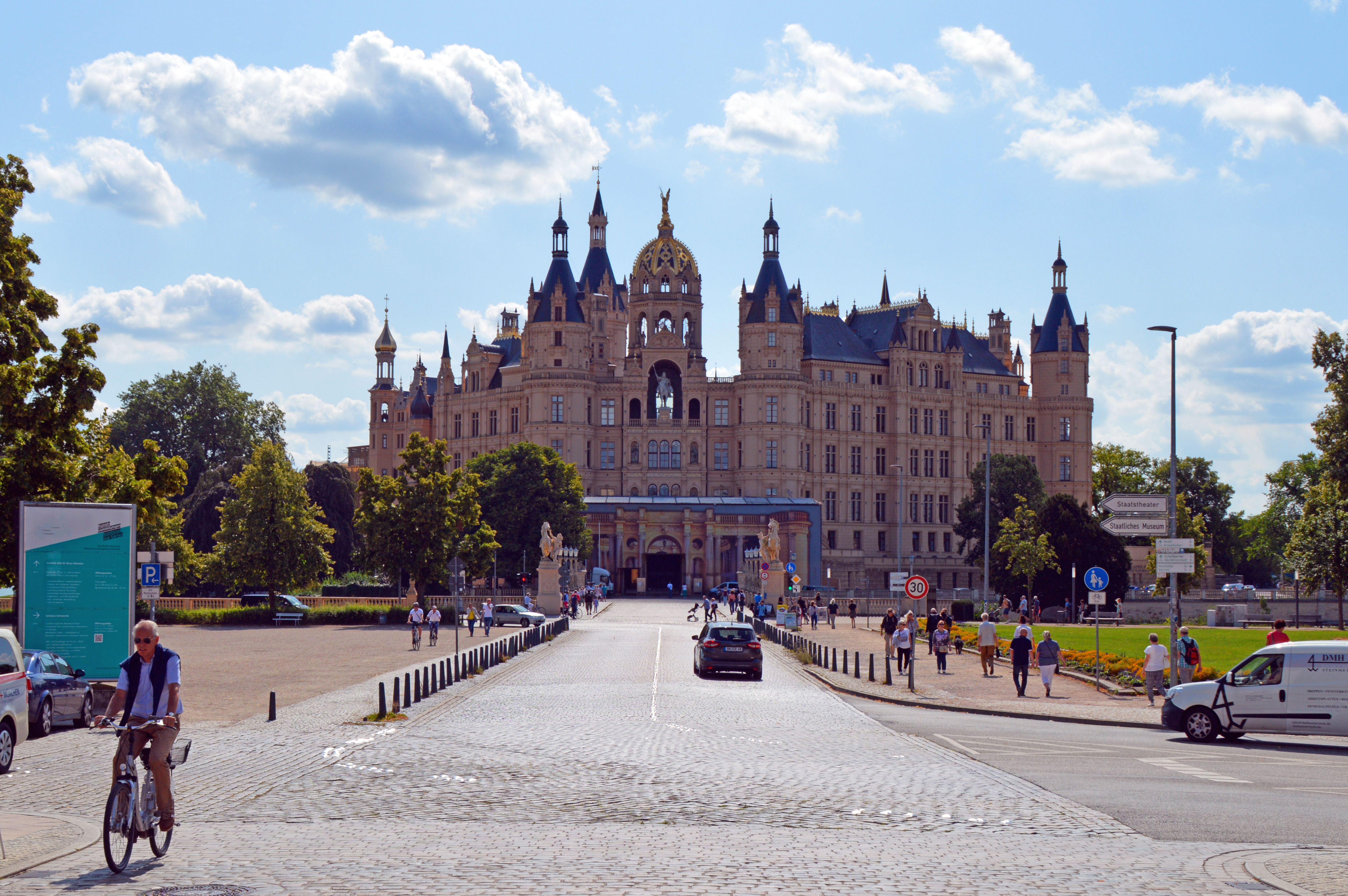
Paleis van Schwerin

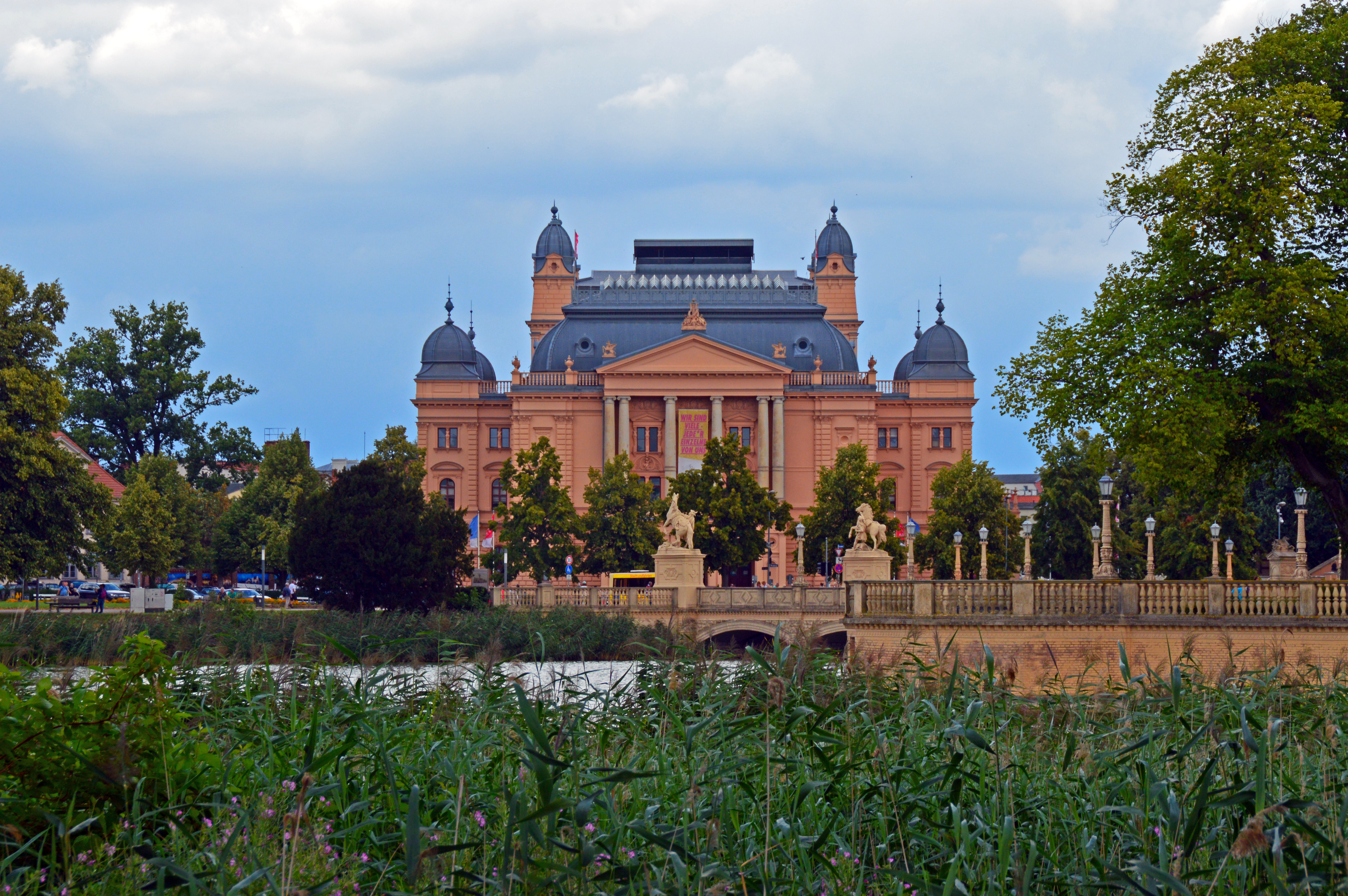
Mecklenburg Staatstheater

- Het Paleis van Schwerin, dat op een eiland in het Schwerinermeer is gevestigd.
- De Kathedraal van Schwerin (gebouwd 1260-1416)
- Schelfkirche (Heilige Nicolaas, oorspronkelijk gebouwd 1238, vernietigd door een onweer, in 1713 herbouwd) stadhuis (18e eeuw)
- Het Staatliches Museum Schwerin

## Geboren in Schwerin
- Ulrich III (1527-1603), hertog van Mecklenburg-Güstrow
- Frederik II (1717-1785), hertog van Mecklenburg-Schwerin
- Frederik Frans I (1756-1837), hertog en daarna tot 1837 groothertog van Mecklenburg
- Sophia Frederika van Mecklenburg-Schwerin (1758-1794), echtgenote van prins Frederik van Denemarken
- August Kundt (1839-1894), natuurkundige
- Johan Albrecht van Mecklenburg-Schwerin (1857-1920), koloniaal politicus, regent van Mecklenburg-Schwerin en Brunswijk
- Anna (1865-1882), hertogin van Mecklenburg-Schwerin
- Friedrich Paschen (1865-1947), natuurkundige
- Elisabeth (1869-1955), hertogin van Mecklenburg-Schwerin
- Frederik Willem (1871-1897), hertog van Mecklenburg-Schwerin
- Adolf Frederik van Mecklenburg-Schwerin (1873-1969), koloniaal politicus en reiziger
- Hendrik van Mecklenburg (1876-1934), gemaal van koningin Wilhelmina der Nederlanden
- Reinhold Lobedanz (1880-1955), christendemocratisch politicus
- Paul Frederik (1882-1904), hertog van Mecklenburg-Schwerin
- Cecilie (1886-1954), hertogin van Mecklenburg-Schwerin
- Frederik Frans van Mecklenburg (1910-2001), laatste erfgroothertog uit het Huis Mecklenburg-Schwerin
- Ludwig Bölkow (1912-2003), luchtvaartpionier
- Günther Grabbert (1931-2010), film-, televisie en toneelacteur
- Wolf-Rüdiger Netz (1950), voetballer
- Michael Wolfgramm (1953), roeier
- Katrin Sass (1956), actrice
- Heike Balck (1970), atlete
- Oliver Riedel (1971), bassist van Rammstein
- Martina Strutz (1981), atlete